# TA3

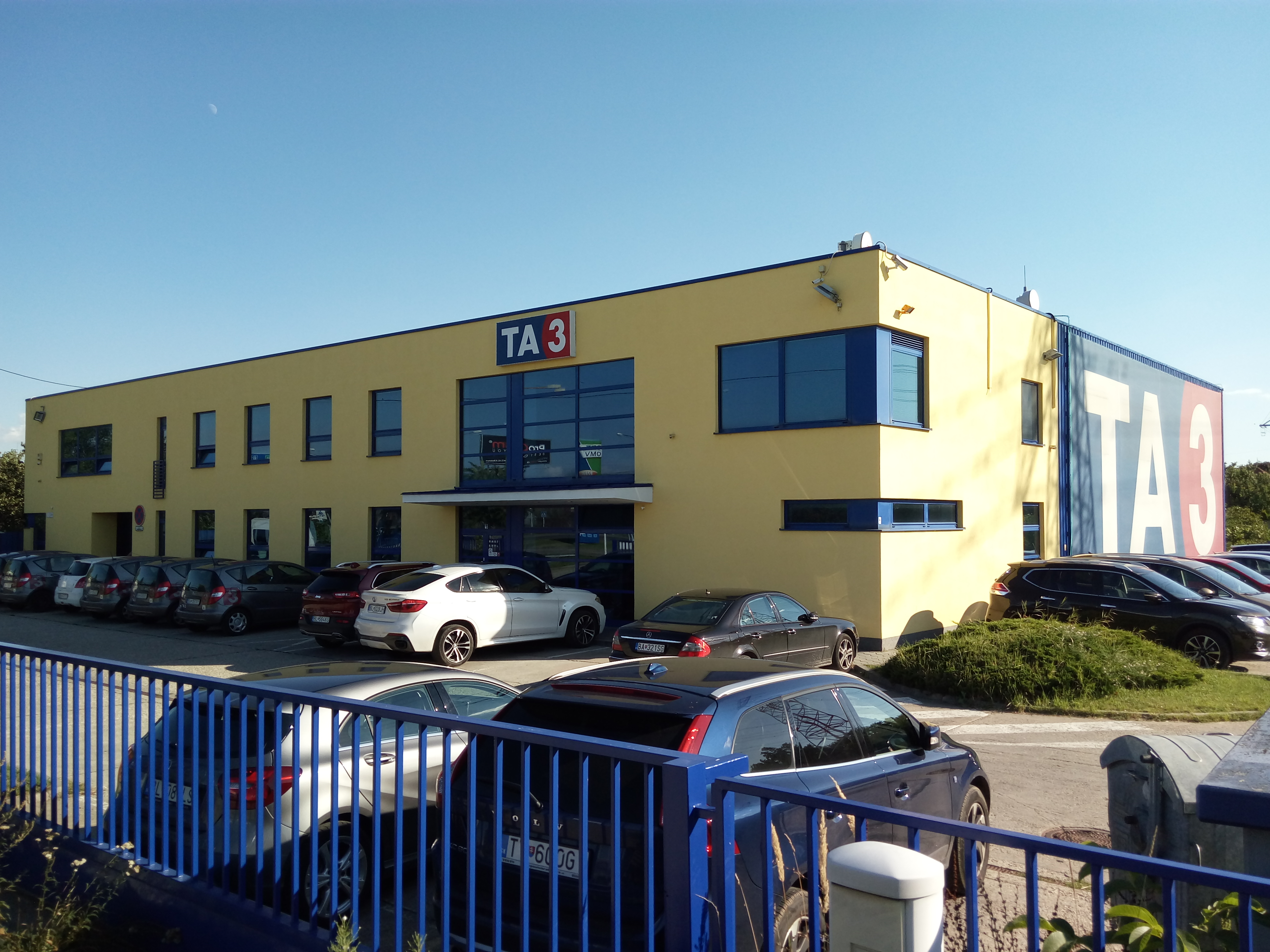
A TA3 korábbi központja Pozsonyban

A TA3 (kiejtés: téa három; szlovák kiejtés: téa tri) egy szlovákiai hírtelevízió.

## Története
A TA3 Szlovákia első magán hírtelevíziója. Hivatalosan 2001. szeptember 23.-án kezdett sugározni. Az első különleges sugárzását viszont a 2001. szeptember 11-i terrortámadások idején kezdte. A TA3 vezérigazgatója Ľubomír Belfi.

## Nézettség
A TA3 eleinte nagy népszerűségnek örvendett, aztán az évek múlásával a nézettség visszaesett.
Nézettség 2002: TA3 10-11%-át birtokolta a tv-piacnak 2006-ban már csak a 3-4%-át.

## Adatok
- Terjesztés: műholdas, kábel
- TV típus: magán TV
- Vezérigazgató: Ľubomír Belfi
- Sugárzás kezdete: 2001. szeptember 23.
- Program típus: hír, dokumentum

## Külső hivatkozások
- Hivatalos honlap